# Carmelo Patrono
Carmelo Patrono (geb. vor 1966) ist ein italienischer Szenenbildner und Artdirector.

## Leben
Patrono begann seine Karriere im Filmstab 1966 als zweiter Regieassistent bei den Dreharbeiten zum Italowestern Yankee. Im darauf folgenden Jahr war er bei Ein Dollar zwischen den Zähnen als Kostümbildner, Szenenbildner und Artdirector tätig. Der Großteil seines Filmschaffens entstand in den 1970er Jahren. 1974 war er für den Historienfilm Bruder Sonne, Schwester Mond zusammen mit Lorenzo Mongiardino und Gianni Quaranta für den Oscar in der Kategorie Bestes Szenenbild nominiert, die Auszeichnung ging in diesem Jahr jedoch an den Filmklassiker Der Clou.

## Filmografie (Auswahl)
- 1966: Yankee
- 1967: Ein Dollar zwischen den Zähnen (Un dollaro tra i denti)
- 1967: I Am What I Am –  Ich bin wie ich bin (Col cuore in gola)
- 1972: Bruder Sonne, Schwester Mond (Fratello sole, sorella luna)
- 1976: Don Milani
- 1980: Un sacco bello
- 1987: Trouble in Paradise (Sotto il ristorante cinese)

## Auszeichnungen (Auswahl)
- 1974: Oscar-Nominierung in der Kategorie Bestes Szenenbild für Bruder Sonne, Schwester Mond